# Кировский (Ставропольский край)
Ки́ровский — хутор в Курском районе (муниципальном округе) Ставропольского края России.
До 16 марта 2020 года входил в состав сельского поселения Полтавский сельсовет.

## География
Расстояние до краевого центра: 242 км.
Расстояние до районного центра: 16 км.

## Население
| 1989 | 2002 | 2010 | 2021 |
| ---- | ---- | ---- | ---- |
| 447  | ↘370 | ↘327 | ↗376 |

По данным переписи 2002 года в национальной структуре населения русские составляли 45 %.

## Инфраструктура
- Филиал № 4 районной библиотеки. Открыт 11 июля 1965 года[8]
- Фельдшерский пункт[9]

## Памятники
- Братская могила советских воинов, погибших в боях с фашистскими захватчиками. 1942—1943, 1953 года[10]

## Кладбище
В 1,5 км к северо-востоку от хутора расположено общественное открытое кладбище площадью 5 тыс. м².